# 간석오거리역
간석오거리역(間石五거리驛, Ganseogogeori station)은 인천광역시 남동구에 위치한 인천 도시철도 1호선의 지하철역이다. 부역명은 초기에는 나사렛한방병원이었으나, 2015년 12월 나사렛한방병원이 나사렛국제병원으로 통합되었고, 인근에 인천교통공사가 있기 때문에 인천교통공사로 변경되었다.지금은 인천교통공사가 2017년 2월 6일자로 삭제되었고,간석오거리역으로 영업 중이다.

## 역사
- 1994년 3월 19일 : 간석오거리역으로 역명 결정[1]
- 1999년 10월 6일 : 인천 도시철도 1호선의 개통에 따라 영업 개시[2]
- 2014년 1월 : 부역명을 나사렛한방병원에서 인천교통공사로 변경
- 2014년 3월 5일 : 스크린도어 설치
- 2017년 2월 6일 : 부역명 인천교통공사 삭제

## 역 구조
2면 2선의 곡선 상대식 승강장이 있는 지하역이다.
승강장에 스크린도어가 설치되어 있다. 이 역은 곡선으로 많이 휘었기 때문에 승강장과 열차 사이의 단차가 있으므로, 승하차시 발이 빠지지 않도록 넓으며 발빠짐에 조심해야 한다.

### 승강장
| 부평삼거리 ↑ |
| \| 상        |
| ↓ 인천시청   |

| 상행 | ● 인천 도시철도 1호선 | 부평 · 부평구청 · 경인교대입구 · 계양 방면             |
| 하행 | ● 인천 도시철도 1호선 | 인천시청 · 원인재 · 인천대입구 · 송도달빛축제공원 방면 |

## 역 주변
- 인천교통공사
- 간석동 우체국
- 상인천중학교
- 올리브백화점
- 로버트호텔
- 간석소방파출소
- 새마을금고연합회
- 동암중학교
- ● 수도권 전철 1호선 동암역
- 간석여자중학교
- 신명여자고등학교
- 인제고등학교

## 이용객 변동
| 노선      | 노선   | 일평균 인원수 (명/일) | 일평균 인원수 (명/일) | 일평균 인원수 (명/일) | 일평균 인원수 (명/일) | 일평균 인원수 (명/일) | 일평균 인원수 (명/일) | 일평균 인원수 (명/일) | 일평균 인원수 (명/일) | 일평균 인원수 (명/일) | 일평균 인원수 (명/일) | 각주  |
| 노선      | 노선   | 2003년                | 2004년                | 2005년                | 2006년                | 2007년                | 2008년                | 2009년                | 2010년                | 2011년                | 2012년                | 각주  |
| --------- | ------ | --------------------- | --------------------- | --------------------- | --------------------- | --------------------- | --------------------- | --------------------- | --------------------- | --------------------- | --------------------- | ----- |
| 인천1호선 | 승차   | 8,987                 | 8,019                 | 7,279                 | 8,029                 | 7,958                 | 8,266                 | 8,860                 | 10,284                | 10,794                | 11,298                | [ 3 ] |
| 인천1호선 | 하차   | 8,032                 | 7,128                 | 6,668                 | 7,675                 | 7,577                 | 7,910                 | 8,670                 | 10,136                | 10,808                | 11,061                | [ 3 ] |
| 인천1호선 | 승하차 | 17,019                | 15,188                | 13,947                | 15,704                | 15,534                | 16,176                | 17,530                | 20,421                | 21,601                | 22,359                | [ 3 ] |
| 노선      | 노선   | 2013년                | 2014년                | 2015년                | 2016년                | 2017년                |                       |                       |                       |                       |                       | [ 3 ] |
| 인천1호선 | 승차   | 12,897                | 13,395                | 13,297                | 12,657                | 11,740                |                       |                       |                       |                       |                       | [ 3 ] |
| 인천1호선 | 하차   | 12,531                | 12,929                | 12,762                | 12,115                | 10,928                |                       |                       |                       |                       |                       | [ 3 ] |
| 인천1호선 | 승하차 | 25,428                | 26,325                | 26,059                | 24,772                | 22,668                |                       |                       |                       |                       |                       | [ 3 ] |

## 인접한 역
| 인천 도시철도 1호선               | 인천 도시철도 1호선   | 인천 도시철도 1호선                 |
| --------------------------------- | --------------------- | ----------------------------------- |
| I122 부평삼거리 검단호수공원 방면 | ● 인천 도시철도 1호선 | I124 인천시청 송도달빛축제공원 방면 |

## 사진

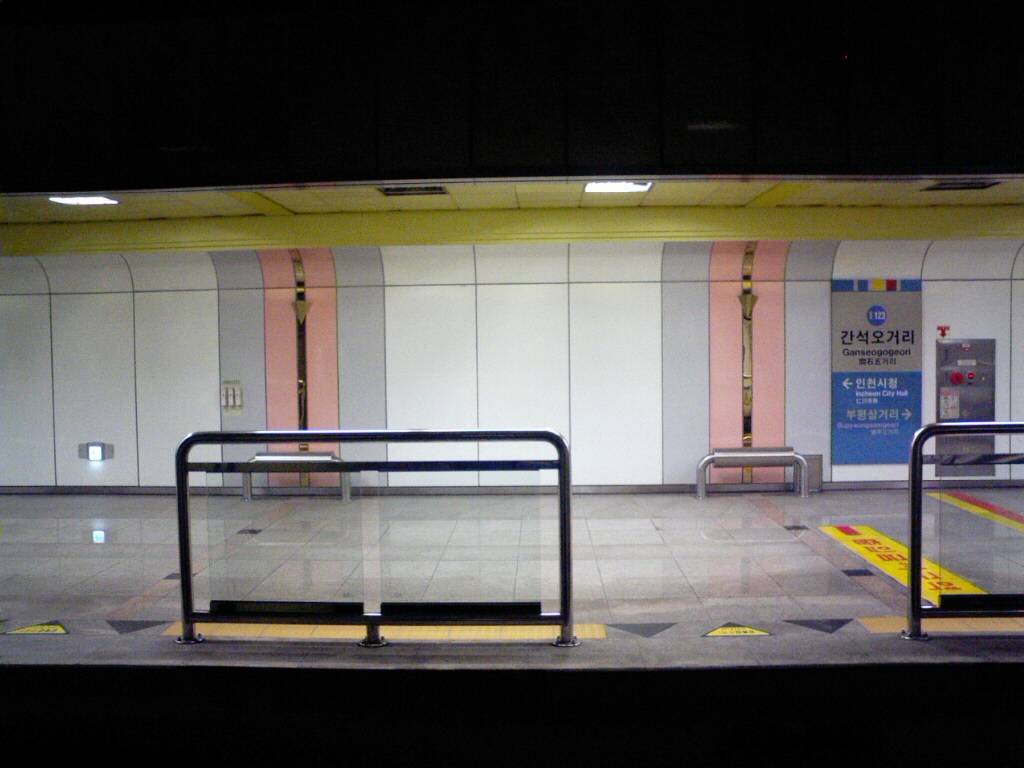
승강장(스크린도어 설치 전)
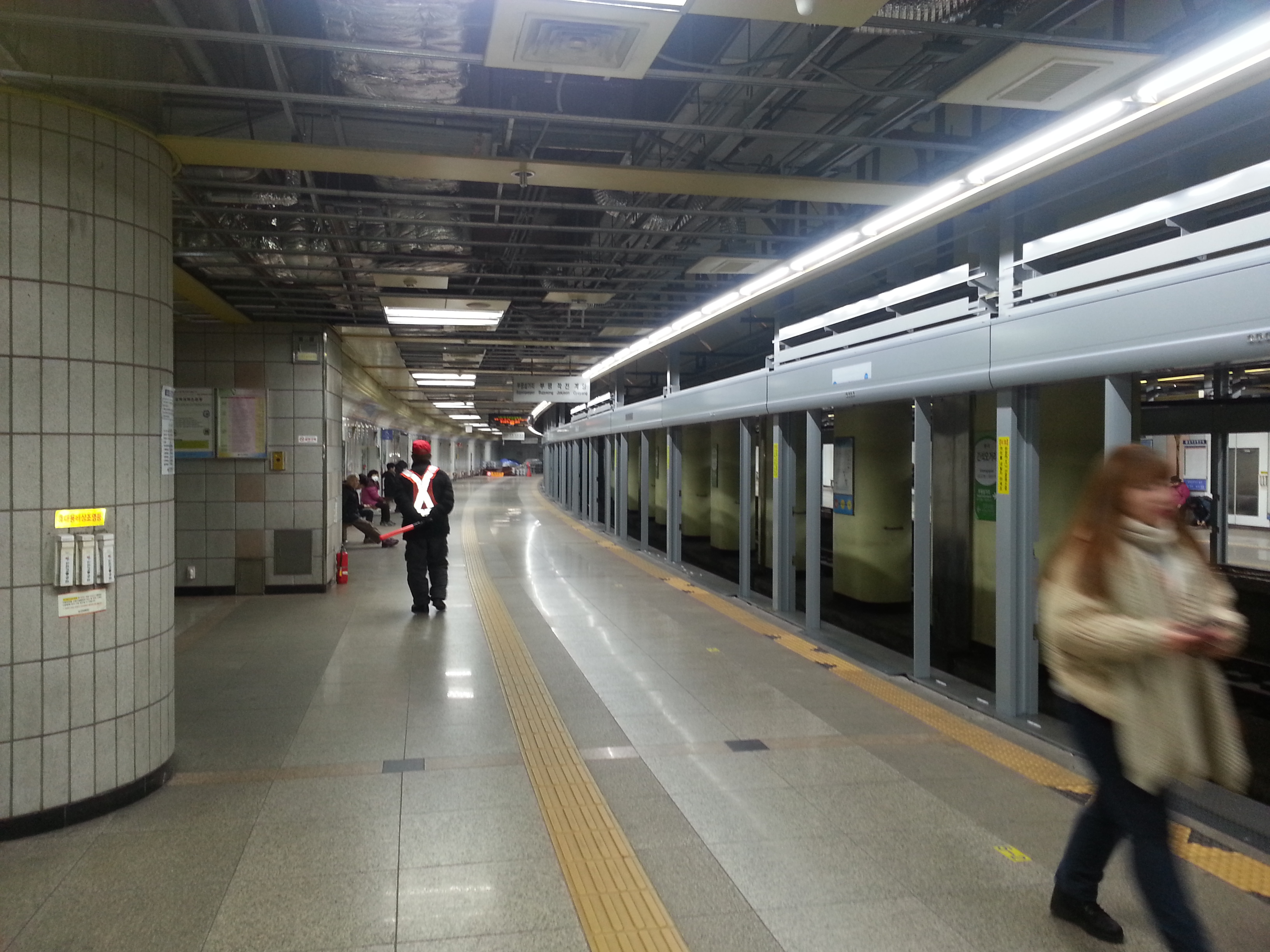
스크린도어가 설치되기 직후의 간석오거리역 전경